# Solarkomplex Senftenberg
Der Solarkomplex Senftenberg ist ein am 24. September 2011 eingeweihter Solarkomplex bei Senftenberg und Schipkau in Brandenburg.
Der Solarkomplex, bestehend aus dem Solarpark Schipkau (72 MWp) und den Solarparks Senftenberg I (18 MWp), II und III (78 MWp), entstand auf Kippenflächen des ehemaligen Braunkohletagebaus Meuro.
Der Solarpark besteht aus 636.000 Solarmodulen. Zum Zeitpunkt der Inbetriebnahme waren die Solarparks zusammengerechnet der größte Solarkomplex Deutschlands. Das Kippenareal, auf dem sich der Solarpark befindet, umfasst eine Gesamtfläche von über 1000 Hektar.